# Jame Jam
Jame Jam (en persan: جام جم) désigne plusieurs chaînes de télévision du groupe audiovisuel public iranien IRIB. Ces chaînes, au nombre de trois (Jame Jam 1, Jame Jam 2, Jame Jam 3) diffusent des programmes issus des chaînes nationales iraniennes, repris en direct ou en différé, à destination des populations iraniennes vivant à l'étranger. Toutes trois sont des chaînes généralistes, diffusant des séries, des informations, des émissions religieuses et des magazines, en farsi et parfois en anglais. 